# 橘 (大阪市)
橘（たちばな）は、大阪府大阪市西成区にある町名。現行行政地名は橘一丁目から橘三丁目。

## 地理
西成区の中央部に位置し、東に花園南、西に津守、南の西側に千本北、東側に潮路、北に松と接している。

## 世帯数と人口
2019年（令和元年）9月30日現在の世帯数と人口は以下の通りである。
| 丁目     | 世帯数    | 人口    |
| -------- | --------- | ------- |
| 橘一丁目 | 567世帯   | 966人   |
| 橘二丁目 | 517世帯   | 850人   |
| 橘三丁目 | 873世帯   | 1,579人 |
| 計       | 1,957世帯 | 3,395人 |

### 人口の変遷
国勢調査による人口の推移。
| 1995年（平成7年）  | 5,588人 | [ 5 ] |  |
| 2000年（平成12年） | 4,699人 | [ 6 ] |  |
| 2005年（平成17年） | 4,286人 | [ 7 ] |  |
| 2010年（平成22年） | 3,869人 | [ 8 ] |  |
| 2015年（平成27年） | 3,663人 | [ 9 ] |  |

### 世帯数の変遷
国勢調査による世帯数の推移。
| 1995年（平成7年）  | 2,222世帯 | [ 5 ] |  |
| 2000年（平成12年） | 2,026世帯 | [ 6 ] |  |
| 2005年（平成17年） | 1,989世帯 | [ 7 ] |  |
| 2010年（平成22年） | 1,896世帯 | [ 8 ] |  |
| 2015年（平成27年） | 1,885世帯 | [ 9 ] |  |

## 学区
市立小・中学校に通う場合、学区は以下の通りとなる。なお、小学校・中学校入学時に学校選択制度を導入しており、通学区域以外に西成区にある以下の通学区域に隣接する校区にある小学校、西成区内にある中学校から選択することも可能。
| 丁目     | 番 | 小学校             | 中学校                 |
| -------- | --- | ------------------ | ---------------------- |
| 橘一丁目 | 全域                                                                                                  | 大阪市立橘小学校   | 大阪市立天下茶屋中学校 |
| 橘二丁目 | 全域                                                                                                  | 大阪市立橘小学校   | 大阪市立天下茶屋中学校 |
| 橘三丁目 | 1～4番 5番13号・22号（一部） 5番23～29号 6～ 12番 13番8号（一部）・9～ 22号 13番23号（一部） 14～20番 | 大阪市立橘小学校   | 大阪市立天下茶屋中学校 |
| 橘三丁目 | 5番14～21号・22号（一部） 13番1～7号・８号（一部） 13番23号（一部）・24～28号                         | 大阪市立千本小学校 | 大阪市立成南中学校     |

## 事業所
2016年（平成28年）現在の経済センサス調査による事業所数と従業員数は以下の通りである。
| 丁目     | 事業所数  | 従業員数 |
| -------- | --------- | -------- |
| 橘一丁目 | 64事業所  | 256人    |
| 橘二丁目 | 37事業所  | 150人    |
| 橘三丁目 | 60事業所  | 262人    |
| 計       | 161事業所 | 668人    |

## 交通

### 鉄道
- 南海電気鉄道
  - 高野線 西天下茶屋駅

### 道路
- 国道26号
- 大阪府道41号大阪伊丹線

## 施設
- 大阪市立天下茶屋中学校
- 大阪市立橘小学校
- 西成橘郵便局

## その他

### 日本郵便
- 〒557-0051[3]（集配局：西成郵便局[13]）